# Ухтомская улица (Москва)
Ухто́мская улица — улица в Юго-Восточном административном округе Москвы, в районе Лефортово. Проходит от улицы Госпитальный Вал до Юрьевской улицы.

## История
Первоначальное название улицы — Александро-Михайловская, вероятно, дано по имени домовладельца. Улица возникла на рубеже XIX—XX веков. Переименована в 1924 году по имени участника революции 1905 года А. В. Ухтомского. Дореволюционные карты указывают два пруда на южной части улицы, на ручье — притоке реки Синички. Позже пруды были засыпаны. По состоянию на начало 1950-х на улице преобладала частная и малоэтажная застройка. Многоэтажная застройка улицы началась в конце 1950-х гг.
В 1989 году Министерство культуры устанавливает памятник, посвящённый А. В. Ухтомскому, приобретённый у скульптора И. Л. Замедянского.

## Описание
Улица застроена жилыми домами, почти все они построены в 1957—1961 гг. С западной стороны примыкают Лонгиновская улица и Мининский переулок.

## Примечательные здания
По нечётной стороне
- № 21 — библиотека № 124.

По чётной стороне
- № 4 — бывший жилой дом довоенной постройки. В начале 2010-х годов: Единый информационно-расчётный центр района Лефортово, в 2023 году: хостел.
- № 12 — школа № 733 постройки 1935 года, в данный момент ремонтируется. Перед школой, на углу Ухтомской и Лонгиновской улиц, установлен бюст А. В. Ухтомского (скульптор И. Л. Замедянский) и разбит сквер.

## Транспорт
По Ухтомской улице проходят автобусные маршруты 59, 730. У начала улицы есть остановка «Ухтомская улица» трамвайных маршрутов 32, 46, следующих по Госпитальному Валу.
Ближайшая станция метро —  Лефортово. Ближайшая железнодорожная платформа —  Сортировочная.